# Crimes et petits mensonges
Pour plus de détails, voir Fiche technique et Distribution.
Crimes et petits mensonges (Life of Crime) est une comédie policière américaine écrite et réalisée par Daniel Schechter sorti en 2013. Il s'agit d'une adaptation du roman La Joyeuse Kidnappée (The Switch) d'Elmore Leonard publié en 1978. 
Le film est présenté en clôture du festival international du film de Toronto 2013, le 15 septembre 2013 et en ouverture du festival du film d'Abu Dhabi, le 24 octobre 2013 . Elmore Leonard est décédé le 20 août 2013, un mois avant la première mondiale.

## Synopsis
Détroit, 1978. Frank Dawson a finalement décidé de divorcer avec sa femme Margaret, surnommée « Mickey ». C'est alors qu'il apprend qu'un groupe de truands l'a kidnappée. Inutile de dire que Frank n'est pas très enclin à payer la somme d'un million de dollars à ses ravisseurs.

## Fiche technique
- Titre original : Life of Crime
- Réalisation, scénario et montage : Daniel Schechter, d'après le roman La Joyeuse Kidnappée (The Switch) d'Elmore Leonard
- Musique : The Newton Brothers et Jordan Galland
- Direction artistique : Inbal Weinberg
- Décors : Lisa Myers
- Costumes : Anna Terrazas
- Photographie : Eric Alan Edwards
- Producteurs : Elizabeth Destro, Ellen Goldsmith-Vein, Jordan Kessler, Michael Siegel, Lee Stollman, Kristin Hahn et Jennifer Aniston
- Sociétés de production : Hyde Park Entertainment, Image Nation Abu Dhabi, The Gotham Group, StarStream Entertainment et Abbolita Productions
- Sociétés de distribution : Lionsgate / Roadside Attractions (États-Unis), Luminor (France)
- Pays de production :  États-Unis
- Budget : 12 000 000 $
- Langue originale : anglais
- Durée : 98 minutes
- Format : couleur - 35 mm - 2.35:1 - son Dolby numérique
- Genre : comédie policière
- Dates de sortie :
  - États-Unis : 29 août 2014
  - France : 16 avril 2016 (vidéo à la demande)

## Distribution
- Jennifer Aniston (V.Q. : Isabelle Leyrolles) : Margaret « Mickey » Dawson
- Tim Robbins (V.Q. : Benoit Rousseau) : Frank Dawson
- Isla Fisher (V.Q. : Véronique Marchand) : Melanie Ralston
- John Hawkes (V.Q. : Alain Zouvi) : Louis Gara
- Mos Def (V.Q. : François Godin) : Ordell Robbie
- Mark Boone Junior (V.Q. : Manuel Tadros) : Richard
- Will Forte (V.Q. : François Trudel) : Marshall Taylor
- Charlie Tahan : Bo Dawson
- Kevin Corrigan : Ray

Source et légende: Version québécoise (VQ) sur Doublage Québec

## Production
Le tournage du film a débuté le 5 février 2013 à  Greenwich, dans le  Connecticut.
Will Forte a déclaré à propos de Jennifer Aniston : « J'étais en pleine rupture à l'époque [du tournage] et elle a été si généreuse et m'a vraiment aidé. Je ne pourrais jamais dire assez de bien d'elle. Elle était juste fantastique. C'était aussi plaisant de jouer à ses côtés que d'apprendre à la connaître. » Daniel Schechter a dit : « C'est le meilleur travail qu'elle ait jamais fait et les gens seront bouleversés [...] Je ne pense pas que les gens le verront venir. Elle est si douée et je pleurais en l'observant. »

## Accueil

### Critique
Life of Crime rencontre un accueil positif dans les pays anglophones de la part des critiques professionnels, avec 68 % des 80 commentaires du site Rotten Tomatoes favorables, pour une moyenne de 5,9⁄10 et un score moyen de 60⁄100 sur le site Metacritic, pour 28 critiques.

## Commentaire
On retrouve ici les personnages de Louis Gara, Ordell Robbie et Melanie Ralston, qui apparaissant dans plusieurs romans d'Elmore Leonard, dont Punch créole. Ils sont respectivement incarnés par Robert De Niro, Samuel L. Jackson et Bridget Fonda dans l'adaptation de ce roman, Jackie Brown (1997) de Quentin Tarantino.

## Distinctions

### Sélections
- Festival du film d'Abou Dabi 2013
- Festival international du film de Toronto 2013 : sélection « Gala Presentations »